# Schloss Rothenthurn

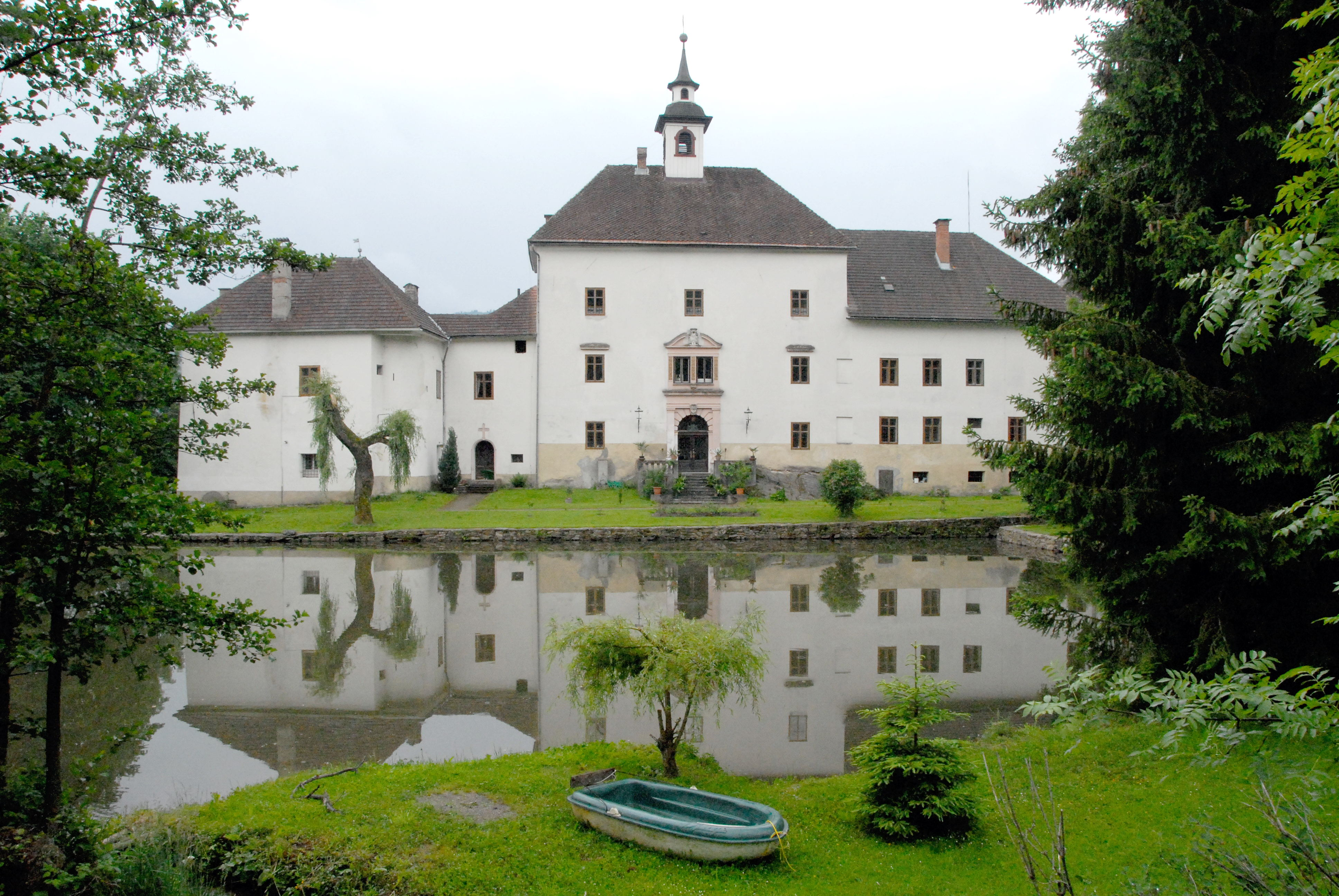
Schloss Rothenthurn

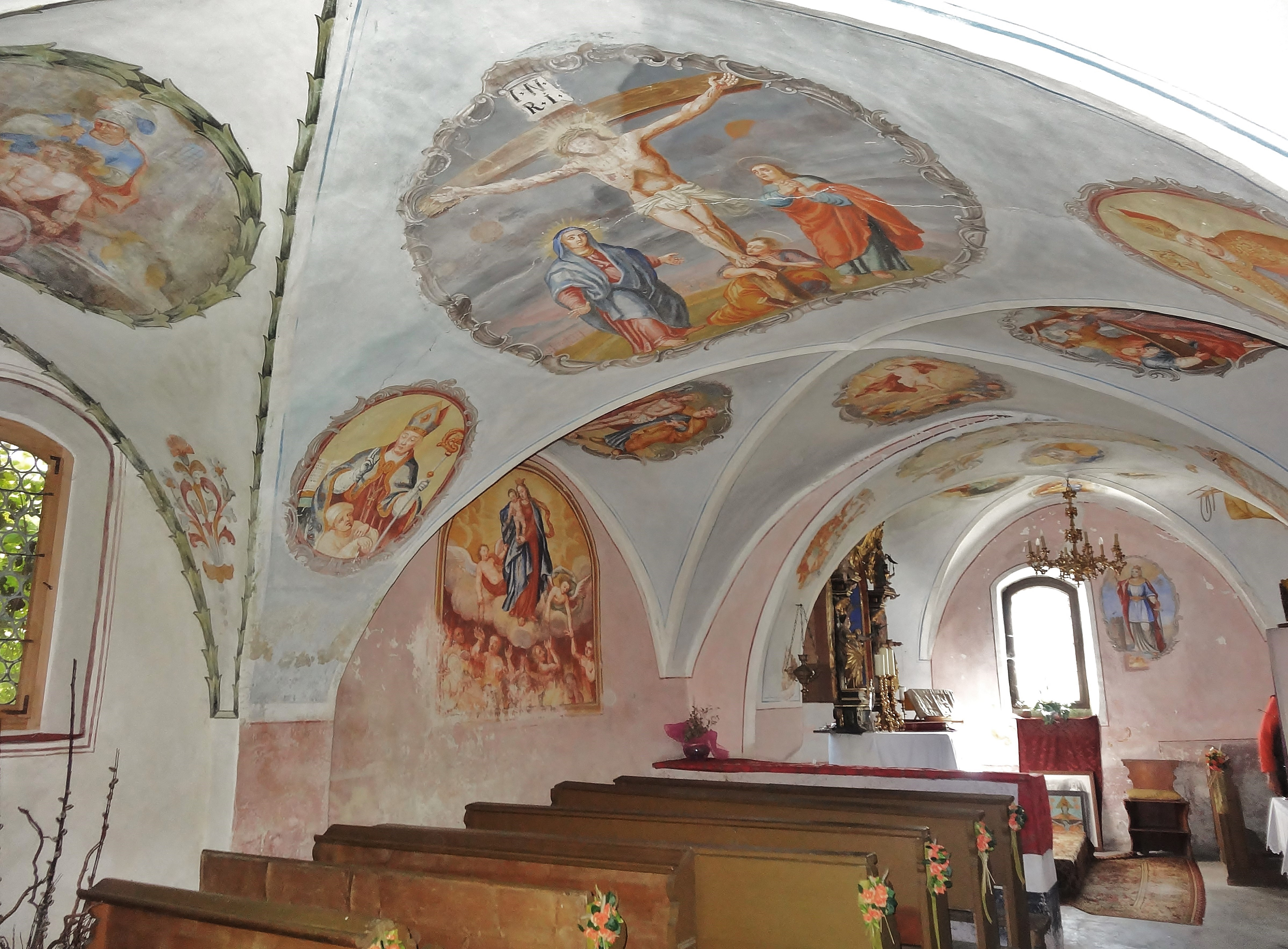
Innenansicht der Schlosskapelle

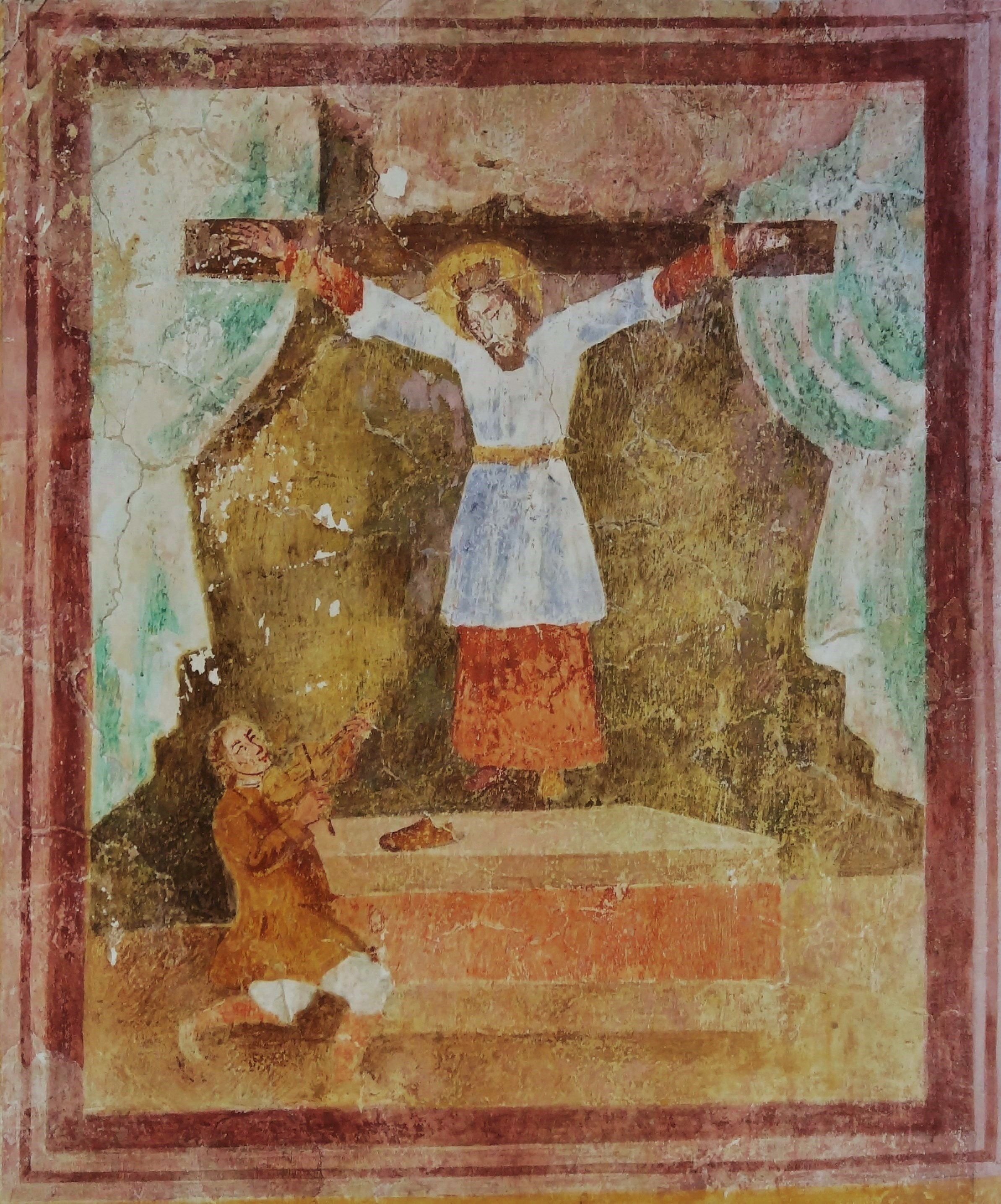
Fresko der hl. Kümmernis in der Schlosskapelle

Das Schloss Rothenthurn liegt oberhalb des gleichnamigen Ortes am Südhang des Insberges in der Gemeinde Spittal an der Drau. Es steht unter Denkmalschutz (Listeneintrag).

## Geschichte
Die Burg war ein Lehen der Grafen von Ortenburg, später der Grafen von Cilli und der Grafen von Görz-Tirol. Erster nachweisbarer Besitzer war 1478 Hans Kreutzer. Mitte des 16. Jahrhunderts war das Schloss im Besitz der Khevenhüller, die es dem Schloßpfleger Ehrenholdt Eschey überließen. Im 18. Jahrhundert waren die Eigentümer die Gewerkenfamilien Eineter und Perscher. 1882 war das Schloss im Besitz der Familie Normann-Ehrenfels. Der heutige Besitzer, die Familie Pereira-Arnstein, betreibt im Schloss einen Beherbergungsbetrieb.

## Baubeschreibung
Der älteste Teil der Anlage ist der „Roter Turm“ genannte Mitteltrakt, dessen Kern wahrscheinlich auf das 11. Jahrhundert zurückgeht. Von ihm führte ein unterirdischer Verbindungsgang zur „Maximiliansburg“, einem Burgstall zwischen Molzbichl und Rothenturn. Ansonsten wurde das Gebäude hauptsächlich im 16. und 17. Jahrhundert errichtet, bei Valvasor ist bereits der weitläufige Komplex abgebildet.
Der langgestreckte Bau besteht aus mehreren langgestreckten zwei- und dreigeschoßigen Trakten. Auf dem Mitteltrakt erhebt sich ein Dachreiter. Über dem Renaissanceportal im Westtrakt ist das Wappen der Khevenhüller angebracht. Beim Hauptportal an der Nordseite des Roten Turmes handelt es sich um ein Bauteil aus dem 16. Jahrhundert, das 1882 bei einer historisierenden Restaurierung überarbeitet wurde. Im gesprengten Segmentgiebel findet sich ebenfalls das Wappen der Khevenhüller.

## Schlosskapelle
Die Kapelle im östlichen Haupttrakt ist der heiligen Barbara geweiht. Der dreijochige, kreuzgratgewölbte Raum wurde 1644 durch Ehrenholdt Eschey erbaut und 1737 unter Matthias Ferdinand Eineter mit Fresken versehen. Ein Wasserschaden brachte eine ältere Darstellung der hl. Kümmernis zum Vorschein. Am Altar von 1710 ist die Marienkrönung plastisch dargestellt. Seitlich stehen die Statuen der Heiligen Barbara und Dorothea.
Nördlich des Schlosses befindet sich ein Grabbau für Graf Konstantin Normann-Ehrenfels († 1882) in Form einer dreiseitig offenen Laube.